# Procerolagena
Procerolagena es un género de foraminífero bentónico de la familia Lagenidae, de la superfamilia Nodosarioidea, del suborden Lagenina y del orden Lagenida. Su especie-tipo es Lagena gracilis. Su rango cronoestratigráfico abarca desde el Paleoceno hasta la Actualidad.

## Clasificación
Procerolagena incluye a las siguientes especies:
- Procerolagena amphora
- Procerolagena attonita
- Procerolagena chathamensis
- Procerolagena clavata
- Procerolagena crassimplicata
- Procerolagena cylindrocostata
- Procerolagena distoma
- Procerolagena distomamargaritifera
- Procerolagena fistulae
- Procerolagena gracilicurva
- Procerolagena gracilis
- Procerolagena illawarriensis
- Procerolagena implicata
- Procerolagena intricata
- Procerolagena lakeillawarraensis
- Procerolagena meridionalis
- Procerolagena mollis
- Procerolagena multilatera
- Procerolagena oceanica
- Procerolagena purii
- Procerolagena setigera
- Procerolagena simulampulla

Otras especies consideradas en Procerolagena son:
- Procerolagena elongata, aceptado como Hyalinonetrion elongata
- Procerolagena gracillima, aceptado como Hyalinonetrion gracillima